# Emmanuelle Bonnet Oulaldj
Emmanuelle Bonnet Oulaldj est une dirigeante sportive française née en 1978 à Lisieux dans le Calvados.
Elle est coprésidente, entre 2017 à avril 2024 de la Fédération sportive et gymnique du travail (FSGT) et secrétaire membre du conseil d'administration du Comité national olympique et sportif français (CNOSF) et de l'Agence nationale du sport.

## Biographie
Emmanuelle Bonnet Oulaldj naît en 1978 à Lisieux dans le Calvados où elle grandit. Elle commence ses études à Caen puis les a poursuivi au Havre. Elle est titulaire d’un diplôme de management associatif. Elle réside et travaille à Paris.

### Co-présidente de la FSGT

Logo de la FSGT

Emmanuelle Bonnet Oulaldj est élue en 2017 coprésidente de la Fédération sportive et gymnique du travail avec Gérard Dizet. Depuis 2005, la fédération s’est dotée d’une direction collégiale composée d’un binôme femme/homme comme représentants légaux de la fédération.
Selon elle, la mixité est indissociable des enjeux d’égalité sociale. « La précarité est un frein essentiel à l’accès des femmes au sport : plus souvent à la tête de familles monoparentales, avec des emplois à temps partiels, elles n’ont pas le temps de pratiquer. »
En avril 2021, elle est réélue avec Gérard Dizet, co-présidente de la Fédération Sportive et gymnique du travail (FSGT) avec 97 % des voix.
C’est à son initiative qu'est érigée une sculpture célébrant Alice Milliat, pionnière du sport féminin, à côté du bronze dédié à Pierre de Coubertin dans la Maison du sport français, siège du CNOSF à Paris,. Elle a pour objectif de « rappeler le droit des femmes à pratiquer le sport et à exercer des responsabilités de dirigeantes au même titre que les hommes. » selon Emmanuelle Bonnet Oulaldj.

### Candidatures à la présidence du CNOSF

Logo du CNOSF

Emmanuelle Bonnet Oulaldj siège au conseil d’administration du Comité national olympique et sportif français depuis 2017, et à celui de la nouvelle Agence nationale du sport depuis 2019.
En 2021, Emmanuelle Bonnet Oulaldj présente sa candidature à l'élection pour la présidence du Comité national olympique et sportif français (CNOSF), afin de succéder à Denis Masseglia. Trois autres personnes se portent candidates : Brigitte Henriques, Patrice Martin et Thierry Rey,. 
Elle porte un discours avec une approche omnisports, ouverte à tous et une volonté de féminiser les instances. Elle plaide pour une réorientation des priorités vers la solidarité, la culture et l'accès universel au sport. Elle critique notamment le désengagement de l’État, exacerbé par la création de l’Agence nationale du sport (ANS), et met en lumière l’insuffisance des moyens alloués au sport associatif. Son approche vise à réconcilier les besoins locaux des associations avec les exigences de performance de l’élite, tout en dénonçant un modèle basé sur la rentabilité et les financements privés, souvent déconnecté des réalités sociales. Selon elle, les Jeux Olympiques de Paris 2024 devraient devenir un levier de transformation sociétale, plutôt qu’une simple vitrine de l’élite. Elle crée la surprise en arrivant en 3e position avec 16,05 % des suffrages derrière Brigitte Henriques, élue avec 57,87 % des suffrages exprimés et Thierry Rey (19,26 %),.
Elle présente une seconde fois sa candidature en juin 2023, à la suite de la démission surprise de Brigitte Henriques. Le CNOSF est alors traversé par une crise profonde et inédite. Elle est battue par David Lappartient. 
Elle dit souhaiter "œuvrer résolument au dépassement des divisions internes" et "créer les conditions d'une gouvernance apaisée." Elle met un point d'honneur sur toutes les questions sociétales, notamment en termes de transition énergétique, de lutte contre les discriminations et les violences, d’accès aux hommes et aux femmes aux installations sportives.